# Ehrenmedaille der DGfN
Die Ehrenmedaille der DGfN (bis 2022 Franz-Volhard-Medaille) ist ein deutscher Medizinpreis.
Die Franz-Volhard-Medaille gilt als höchste Auszeichnung der Deutschen Gesellschaft für Nephrologie (DGfN). Sie „dient der Würdigung langjähriger, herausragender Leistungen auf dem Gebiet der Nieren- und Hochdruckerkrankungen.“ Sie wird seit 1976 vergeben, zuletzt zumeist jährlich auf der Jahrestagung der Fachgesellschaft.
Die Medaille erinnerte an den Nestor der Nephrologie, Franz Volhard (1872–1950).  
Die DGfN vergibt außerdem noch den Wissenschaftlichen Ehrenpreis der DGfN (bis 2022 Franz-Volhard-Preis). 

## Umbenennungen
Die Franz-Volhard-Medaille war seit 1976 die höchste Auszeichnung der Deutschen Gesellschaft für Nephrologie, die zudem noch den Franz-Volhard-Preis vergab. Seit 2023 vergibt die DGfN beide Preise unter anderen Namen, die nicht mehr mit Franz Volhard verknüpft sind. Der Vorstand der DGfN beschloss diesen Schritt „angesichts der Einstellung und des Verhaltens von Prof. Volhard zum Fehlverhalten von Kollegen und der Tatsache, dass er schon damals geltende medizinethische Grundsätze missachtete.“ Volhard habe nach dem Zweiten Weltkrieg Versuche an KZ-Häftlingen und Versuche an Kindern, die Ende der 1940er Jahre durchgeführt worden waren, gerechtfertigt.

## Preisträger
- 1976 Hans Sarre, Kurt Lange, David N. S. Kerr
- 1977 Ernst Wollheim
- 1978 Heinz Losse, Kurt Kramer, Robert Heintz
- 1980 Adalbert Bohle, Heinrich Wirz
- 1981 Ulrich Gessler
- 1982 Hans Ulrich Zollinger
- 1983 François Reubi
- 1985 Karl Julius Ullrich
- 1986 Donald W. Seldin
- 1988 Gerhard Giebisch
- 1989 Fançois Morel
- 1991 Franciszek Kokot
- 1993 Ulrich C. Dubach
- 1994 Klaus Hierholzer
- 1995 August Heidland
- 1997 Klaus Thurau
- 1998 Robert W. Schrier
- 1999 Eberhard Frömter, Eberhard Ritz
- 2000 Peter Deetjen, Gilbert Thiel
- 2001 Rainer Greger
- 2003 Ralf Bernd Sterzel
- 2004 Karl Martin Koch
- 2005 Detlef Schlöndorff
- 2006 Heini Murer
- 2007 Wilhelm Kriz
- 2008 Friedrich C. Luft
- 2009 Günter Stein
- 2010 Dontscho Kerjaschki
- 2011 Matthias Brandis
- 2012 Walter H. Hörl
- 2013 Armin Kurtz, Florian Lang
- 2014 Michael Jörg Mihatsch, Udo Helmchen
- 2015 Karlwilhelm Kühn, Bernd Grabensee
- 2016 Josef Martin Pfeilschifter
- 2017 Rolf A. K. Stahl
- 2018 Christoph Wanner
- 2019 Reinhard Richard Brunkhorst
- 2020 Jürgen Floege
- 2021 Kerstin Amann, Gerd Walz
- 2022 Hermann Haller
- 2023 Christiane Erley
- 2024 Jan C. Galle, Andreas Kribben